# ЕТКС
Единый тарифно-квалификационный справочник работ и профессий рабочих (ЕТКС) предназначен для тарификации работ, присвоения квалификационных разрядов рабочим, а также для составления программ по подготовке и повышению квалификации рабочих во всех отраслях и сферах деятельности.
ЕТКС состоит из тарифно-квалификационных характеристик, содержащих характеристики основных видов работ по профессиям рабочих в зависимости от их сложности, и соответствующих им тарифных разрядов, а также требования, предъявляемые к профессиональным знаниям и навыкам рабочих.
Тарификация работ и присвоение тарифных разрядов работникам производятся с учетом единого тарифно-квалификационного справочника работ и профессий рабочих, единого квалификационного справочника должностей (ЕКСД) руководителей, специалистов и служащих.

## Состав
Состоит из «Выпусков Единых тарифных (квалификационных) справочников».

## Страны применения ЕТКС
Соглашение о сотрудничестве по применению Единого тарифно-квалификационного справочника работ и профессий рабочих действует на территории СНГ
В России разработкой ЕТКС занимается Министерство труда и социальной защиты РФ совместно с федеральными органами исполнительной власти, на которые возложены управление, регулирование и координация деятельности в соответствующей отрасли (подотрасли) экономики.
В Беларуси разработкой ЕТКС занимается Министерство труда и социальной защиты Республики Беларусь.

## История
В СССР ЕТКС утверждался постановлениями Госкомтруда СССР и Секретариата ВЦСПС.
Действует на территории России в соответствии с Постановлением Минтруда РФ от 12.05.1992 N 15а.